# Tocantínia
Tocantínia est une municipalité brésilienne située dans l'État du Tocantins.